# Kamaliele Papani
Kamaliele Papani, född 8 april 1984, är en fotbollsspelare från Tonga, som vanligtvis spelar som mittfältare.
Papani spelar för det tonganska laget Lothoa'apai FC och för Tongas landslag, där han har spelat 11 matcher som kapten och gjort 5 mål.